# Dóris Giesse
Dóris Giesse (18 maggio 1960) è una giornalista, conduttrice televisiva e danzatrice brasiliana.

## Biografia
Figlia di una coppia di tedeschi, da ragazza ha fatto parte della nazionale femminile brasiliana di ginnastica artistica. Ha studiato Pedagogia all'Università di Campinas. Si è formata come ballerina classica alla Royal Academy of Dance di Londra per poi perfezionarsi alla Juilliard School di New York; è entrata quindi nella compagnia di ballo Black Swan e ha integrato il Ballet Stagium negli Stati Uniti. È apparsa sulle copertine delle più importanti riviste brasiliane e in tredici differenti spot pubblicitari televisivi trasmessi contemporaneamente, un record che resiste ancora oggi.
Giornalista professionista dal 1988, in quello stesso anno ha condotto per la prima volta una trasmissione televisiva, avendo firmato un contratto con Rede Bandeirantes. Nel 1990 è passata a Rede Globo, dove ha presentato alcune edizioni di Fantástico e un programma tutto suo, Doris para Maiores, diventato l'anno successivo Casseta & Planeta, Urgente!, nel quale essa ha impersonato l'androide Dorfe.
Dopo una breve esperienza a SBT dove ha presentato SBT Repórter e TJ Brasil nella stagione televisiva 1994-95, è stata assunta presso Rede Record nel 1996.
La mattina del 15 aprile 2007, nel tentativo di salvare il suo gatto, Dóris Giesse ha sfiorato la morte in seguito a una caduta dall'ottavo piano di un edificio in Rua Apinajés, a Perdizes, San Paolo: è sopravvissuta essendo atterrata su una copertura di amianto.
La Giesse ha aperto su Internet due propri blog e un sito web rivolto alle donne mature.

## Vita privata
Sposata dal 1994 col giornalista Alex Solnik, ha due figli.